# THE JAPAN AUDITION
ザ・ジャパン・オーディションは、日本音楽事業者協会が1997年に実施した全国規模のオーディションである。

## 概要
新聞などで告知し、1997年11月16日に国立代々木競技場第一体育館で行われた最終審査の模様はテレビ朝日系列で生中継された。
合格すると合格者自身が所属したい事務所やレコード会社を逆指名出来た。
翌年以降は行われていない。

## オーディションが行われた部門及び主な合格者
- タレント部門・俳優部門を受ける人も歌を歌わなければならなかった。
- 尚、最終審査に残った14人全員が合格となった。

歌手部門
- 島谷ひとみ[1]
- 八反安未果[2]
- 上良早紀[3]

俳優部門
- 木内晶子[4]

タレント部門
- 高松あい[5]

## ゲスト出演アーティスト
- 安室奈美恵
- MAX
- SPEED
- DA PUMP
- 華原朋美
- 篠原涼子
- 西田ひかる
- PUFFY
- hitomi